# Lista över kyrkliga kulturminnen i Hallands län
Förteckning över kyrkliga kulturminnen i Hallands län.

## Falkenbergs kommun
| Namn                                                                 | Ursprunglig funktion                             | Byggår            | Arkitekt                            | Plats              | Läge               | Anläggnings-ID | Bild                                                                      |
| -------------------------------------------------------------------- | ------------------------------------------------ | ----------------- | ----------------------------------- | ------------------ | ------------------ | -------------- | ------------------------------------------------------------------------- |
| Abilds kyrka (Hjuleberg 2:6)                                         | Kyrka med begravningsplats (1 byggnad)           |                   |                                     |                    | 56.93881, 12.72192 |                | Ladda upp en till bild av denna byggnad                                   |
| Alfshögs kyrka (Klockarebolet 1:8)                                   | Kyrka med begravningsplats (2 byggnader)         | 1903              | Adrian C. Peterson och Carl Crispin | Vessige församling | 56.97394, 12.62831 |                | Se fler bilder av denna byggnad · Ladda upp en till bild av denna byggnad |
| Asige kyrka (Asige 1:12)                                             | Kyrka med begravningsplats (1 byggnad)           |                   |                                     |                    | 56.87439, 12.74338 |                | Ladda upp en till bild av denna byggnad                                   |
| Askome kyrka (Askome 2:13)                                           | Kyrka med begravningsplats (1 byggnad)           | 1780              | Johan Friedrich Röhr                | Vessige församling | 57.01761, 12.67075 |                | Se fler bilder av denna byggnad · Ladda upp en till bild av denna byggnad |
| Eftra kyrka (Eftra 7:26)                                             | Kyrka med begravningsplats (2 byggnader)         |                   |                                     |                    | 56.85674, 12.65265 |                | Ladda upp en till bild av denna byggnad                                   |
| Fagereds kyrka (Fagered 1:2)                                         | Kyrka med begravningsplats (1 byggnad)           |                   |                                     |                    | 57.20453, 12.75616 |                | Ladda upp en till bild av denna byggnad                                   |
| Falkenbergs gamla kyrka (Sankt Laurentii kyrka) (S:t Laurentius *10) | Kyrka med begravningsplats (1 byggnad)           |                   |                                     |                    | 56.90101, 12.49430 |                | Ladda upp en till bild av denna byggnad                                   |
| Falkenbergs kyrka (Kyrkan *4)                                        | Kyrka med kyrkotomt (1 byggnad)                  |                   |                                     |                    | 56.90210, 12.48952 |                | Ladda upp en till bild av denna byggnad                                   |
| Gunnarps kyrka (Gunnarps-Åsgård 1:4)                                 | Kyrka med begravningsplats (1 byggnad)           |                   |                                     |                    | 57.14856, 12.93621 |                | Ladda upp en till bild av denna byggnad                                   |
| Gällareds kyrka (Gällared 4:13)                                      | Kyrka med begravningsplats (2 byggnader)         |                   |                                     |                    | 57.09514, 12.82611 |                | Ladda upp en till bild av denna byggnad                                   |
| Hertings kyrka (Jössen 2)                                            | Kyrka sammanbyggd med församlingshem (1 byggnad) |                   |                                     |                    | 56.89199, 12.50445 |                | Ladda upp en till bild av denna byggnad                                   |
| Krogsereds kyrka (Krogsered 1:16)                                    | Kyrka med begravningsplats (1 byggnad)           |                   |                                     |                    | 57.07407, 12.93681 |                | Ladda upp en till bild av denna byggnad                                   |
| Källsjö kyrka (Holmen 1:1)                                           | Kyrka med begravningsplats (1 byggnad)           |                   |                                     |                    | 57.21431, 12.64798 |                | Ladda upp en till bild av denna byggnad                                   |
| Köinge kyrka (Köinge 3:33)                                           | Kyrka med begravningsplats (1 byggnad)           | 1896              | Adrian C. Peterson                  | Okome församling   | 57.06131, 12.64262 |                | Se fler bilder av denna byggnad · Ladda upp en till bild av denna byggnad |
| Ljungby kyrka (Ljungby prästgård 4:1)                                | Kyrka med begravningsplats (2 byggnader)         |                   |                                     |                    | 56.99099, 12.58569 |                | Ladda upp en till bild av denna byggnad                                   |
| Morups kyrka (Morup 11:14)                                           | Kyrka med begravningsplats (1 byggnad)           |                   |                                     |                    | 56.98196, 12.39670 |                | Ladda upp en till bild av denna byggnad                                   |
| Okome kyrka (Okome 4:11)                                             | Kyrka med begravningsplats (1 byggnad)           | 1891              | Adrian C. Peterson                  | Okome församling   | 57.05715, 12.69413 |                | Se fler bilder av denna byggnad · Ladda upp en till bild av denna byggnad |
| Skrea kyrka (Skrea 3:42)                                             | Kyrka med begravningsplats (1 byggnad)           |                   |                                     |                    | 56.88453, 12.57454 |                | Ladda upp en till bild av denna byggnad                                   |
| Slöinge kyrka (Slöinge 6:10)                                         | Kyrka med begravningsplats (1 byggnad)           |                   |                                     |                    | 56.85619, 12.69311 |                | Ladda upp en till bild av denna byggnad                                   |
| Stafsinge kyrka (Stafsinge 26:1)                                     | Kyrka med begravningsplats (1 byggnad)           |                   |                                     |                    | 56.91966, 12.48664 |                | Ladda upp en till bild av denna byggnad                                   |
| Svartrå kyrka (Kyrkobacka 1:7)                                       | Kyrka med begravningsplats (3 byggnader)         | 1100-talet (1801) | Erasmus Wannberg                    | Okome församling   | 57.09090, 12.63988 |                | Se fler bilder av denna byggnad · Ladda upp en till bild av denna byggnad |
| Ullareds kyrka (Ullared 3:93)                                        | Kyrka med begravningsplats (1 byggnad)           |                   |                                     |                    | 57.13449, 12.71797 |                | Ladda upp en till bild av denna byggnad                                   |
| Vessige kyrka (Vessige 2:7)                                          | Kyrka med begravningsplats (1 byggnad)           | 1859              | Fredrik Wilhelm Scholander          | Vessige församling | 56.97640, 12.66185 |                | Se fler bilder av denna byggnad · Ladda upp en till bild av denna byggnad |
| Vinbergs kyrka (Vinberg 6:2)                                         | Kyrka med begravningsplats (2 byggnader)         |                   |                                     |                    | 56.92695, 12.54547 |                | Ladda upp en till bild av denna byggnad                                   |
| Årstads kyrka (Årstad 12:2)                                          | Kyrka med begravningsplats (2 byggnader)         |                   |                                     |                    | 56.91755, 12.67849 |                | Ladda upp en till bild av denna byggnad                                   |
| Älvsereds kyrka (Toppered s:6)                                       | Kyrka med begravningsplats (1 byggnad)           |                   |                                     |                    | 57.24129, 12.86733 |                | Ladda upp en till bild av denna byggnad                                   |

## Halmstads kommun
| Namn                                                   | Ursprunglig funktion                                                    | Byggår                 | Arkitekt                        | Plats                             | Läge               | Anläggnings-ID | Bild                                                                      |
| ------------------------------------------------------ | ----------------------------------------------------------------------- | ---------------------- | ------------------------------- | --------------------------------- | ------------------ | -------------- | ------------------------------------------------------------------------- |
| Breareds kyrka (Breareds Prästgård 2:93)               | Kyrka (3 byggnader)                                                     | 1200-talet             |                                 | Simlångsdalen                     | 56.72498, 13.13740 |                | Se fler bilder av denna byggnad · Ladda upp en till bild av denna byggnad |
| Eldsberga kyrka (Eldsberga 46:1)                       | Kyrka med begravningsplats (1 byggnad)                                  | 1100-talet             |                                 | Eldsberga                         | 56.59677, 12.99581 |                | Se fler bilder av denna byggnad · Ladda upp en till bild av denna byggnad |
| Enslövs kyrka (Enslöv 16:1)                            | Kyrka med begravningsplats (3 byggnader)                                | 1835                   | Fred. M. Bäck                   | Åled                              | 56.74280, 12.96243 |                | Se fler bilder av denna byggnad · Ladda upp en till bild av denna byggnad |
| Esmareds kapell (Esmared 1:9)                          | Kapell (3 byggnader)                                                    | 1913                   | Richard Conricus                | Esmared                           | 56.715, 13.2453    |                | Se fler bilder av denna byggnad · Ladda upp en till bild av denna byggnad |
| Getinge kyrka (Getinge 3:81)                           | Kyrka med begravningsplats (4 byggnader)                                | Medeltiden             |                                 | Getinge                           | 56.82056, 12.74776 |                | Se fler bilder av denna byggnad · Ladda upp en till bild av denna byggnad |
| Harplinge kyrka (Harplinge 39:1)                       | Kyrka med begravningsplats (3 byggnader)                                | 1893                   | Carl Fahlström                  | Harplinge                         | 56.73681, 12.73759 |                | Se fler bilder av denna byggnad · Ladda upp en till bild av denna byggnad |
| Holms kyrka (Holm 24:1)                                | Kyrka med begravningsplats (3 byggnader)                                | 1100-talet             |                                 | Holm                              | 56.73381, 12.85830 |                | Se fler bilder av denna byggnad · Ladda upp en till bild av denna byggnad |
| Kvibille kyrka (Kvibille 26:1)                         | Kyrka (1 byggnad)                                                       | 1100- eller 1200-talet |                                 | Kvibille                          | 56.7845, 12.83325  |                | Se fler bilder av denna byggnad · Ladda upp en till bild av denna byggnad |
| Kärlekens kyrka (Magistern 15)                         | Kyrka med kyrkotomt (3 byggnader)                                       | 1958                   | Johannes Olivegren              | Halmstad                          | 56.69986, 12.86560 |                | Se fler bilder av denna byggnad · Ladda upp en till bild av denna byggnad |
| Mariakyrkan (Nimbusen 1)                               | Kyrka med kyrkotomt, Kyrka sammanbyggd med församlingshem (3 byggnader) | 1986                   | Morgan Bergwall                 | Halmstad                          | 56.64914, 12.92081 |                | Se fler bilder av denna byggnad · Ladda upp en till bild av denna byggnad |
| Martin Luthers kyrka (Guvernören 1)                    | Kyrka (2 byggnader)                                                     | 1971                   | Bertil Engstrand och Hans Speek | Halmstad                          | 56.66738, 12.88097 |                | Se fler bilder av denna byggnad · Ladda upp en till bild av denna byggnad |
| Nissaströms kyrka (Grumshult 1:54)                     | Kyrka med kyrkotomt (3 byggnader)                                       | 1940                   | Sigfrid Ericson                 | Nissaström                        | 56.83843, 13.00216 |                | Se fler bilder av denna byggnad · Ladda upp en till bild av denna byggnad |
| Olaus Petri kyrka (Krubban 2)                          | Kyrka sammanbyggd med församlingshem (1 byggnad)                        | 1936                   | August Svensson                 | Halmstad                          | 56.67358, 12.87152 |                | Se fler bilder av denna byggnad · Ladda upp en till bild av denna byggnad |
| Oskarströms kyrka (Åsen 9)                             | Kyrka med kyrkotomt (4 byggnader)                                       | 1918                   | Otar Hökerberg                  | Oskarsström                       | 56.80380, 12.96911 |                | Se fler bilder av denna byggnad · Ladda upp en till bild av denna byggnad |
| Rävinge kyrka (Rävinge 6:1)                            | Kyrka med begravningsplats (3 byggnader)                                | 1100-talet             |                                 | Rävinge                           | 56.79992, 12.72468 |                | Se fler bilder av denna byggnad · Ladda upp en till bild av denna byggnad |
| Sankta Anna och Sankta Katarina kapell (Halmstad 3:25) | Krematorium, gravkapell med begravningsplats (2 byggnader)              | 1941 respektive 1980   |                                 | Halmstad                          | 56.67397, 12.83278 |                | Se fler bilder av denna byggnad · Ladda upp en till bild av denna byggnad |
| Sankt Nikolai kyrka (Sankt Nikolaus 18)                | Kyrka med begravningsplats (3 byggnader)                                | 1400-talet             |                                 | Halmstad                          | 56.67331, 12.85631 |                | Se fler bilder av denna byggnad · Ladda upp en till bild av denna byggnad |
| Skavböke kapell (Skavböke 1:7)                         | Kapell (2 byggnader)                                                    | 1925                   | Knut Nordenskjöld               | Skavböke                          | 56.82222, 13.08174 |                | Se fler bilder av denna byggnad · Ladda upp en till bild av denna byggnad |
| Slättåkra kyrka (Slättåkra 6:1)                        | Kyrka med begravningsplats (3 byggnader)                                | 1100- eller 1200-talet |                                 | Slättåkra, nordväst om Oskarström | 56.82506, 12.88501 |                | Se fler bilder av denna byggnad · Ladda upp en till bild av denna byggnad |
| Snöstorps kyrka (Snöstorps Prästgård 6:1)              | Kyrka med begravningsplats (2 byggnader)                                | 1882                   | Emil Langlet                    | Halmstad                          | 56.67031, 12.91372 |                | Se fler bilder av denna byggnad · Ladda upp en till bild av denna byggnad |
| Sperlingsholms kyrka (Sperlingsholm 1:5)               | Kyrka med begravningsplats (2 byggnader)                                | 1909                   | Knut Beckeman                   | Sperlingsholm                     | 56.69894, 12.92285 |                | Se fler bilder av denna byggnad · Ladda upp en till bild av denna byggnad |
| Steninge kyrka (Steninge 13:1)                         | Kyrka med begravningsplats (1 byggnad)                                  | 1100- eller 1200-talet |                                 |                                   | 56.78253, 12.67723 |                | Se fler bilder av denna byggnad · Ladda upp en till bild av denna byggnad |
| Söndrums kyrka (Söndrum 2:1)                           | Kyrka med begravningsplats (3 byggnader)                                | Medeltiden             |                                 | Söndrum                           | 56.66750, 12.79233 |                | Se fler bilder av denna byggnad · Ladda upp en till bild av denna byggnad |
| Trönninge kyrka (Trönninge 26:1)                       | Kyrka med begravningsplats (3 byggnader)                                | 1894                   | Sven Gratz                      | Trönninge                         | 56.62239, 12.93600 |                | Se fler bilder av denna byggnad · Ladda upp en till bild av denna byggnad |
| Tönnersjö kyrka (Tönnersjö 1:8)                        | Kyrka med begravningsplats (3 byggnader)                                | 1100-talet             |                                 | Tönnersjö                         | 56.63733, 13.06264 |                | Ladda upp en till bild av denna byggnad                                   |
| Vallås kyrka (Vapnet 1)                                | Kyrka med kyrkotomt (2 byggnader)                                       | 1975                   | Hugo och Lise Höstrup           | Halmstad                          | 56.68320, 12.91309 |                | Se fler bilder av denna byggnad · Ladda upp en till bild av denna byggnad |
| Vapnö kyrka (Vapnö 3:2)                                | Kyrka med begravningsplats (2 byggnader)                                | 1300-talet             |                                 | Vapnö                             | 56.69752, 12.83005 |                | Se fler bilder av denna byggnad · Ladda upp en till bild av denna byggnad |

## Hylte kommun
| Namn                                      | Ursprunglig funktion                     | Byggår | Arkitekt | Plats    | Läge               | Anläggnings-ID | Bild                                    |
| ----------------------------------------- | ---------------------------------------- | ------ | -------- | -------- | ------------------ | -------------- | --------------------------------------- |
| Drängsereds kyrka (Drängsered 1:1)        | Kyrka med begravningsplats (2 byggnader) |        |          |          | 57.02024, 12.96934 |                | Ladda upp en till bild av denna byggnad |
| Femsjö kyrka (Femsjö 6:1)                 | Kyrka med begravningsplats (1 byggnad)   |        |          |          | 56.89213, 13.32627 |                | Ladda upp en till bild av denna byggnad |
| Färgaryds kyrka (Färgaryd 3:1)            | Kyrka med begravningsplats (1 byggnad)   |        |          |          | 56.99948, 13.30627 |                | Ladda upp en till bild av denna byggnad |
| Hyltebruks kyrka (Västra Hylte 1:51)      | Kyrka med kyrkotomt (1 byggnad)          |        |          |          | 56.99825, 13.24236 |                | Ladda upp en till bild av denna byggnad |
| Jälluntofta kyrka (Jälluntofta 1:21)      | Kyrka med begravningsplats (1 byggnad)   |        |          |          | 57.05699, 13.53330 |                | Ladda upp en till bild av denna byggnad |
| Kinnareds kyrka (Kinnared 46:1)           | Kyrka med begravningsplats (2 byggnader) |        |          |          | 57.02643, 13.09317 |                | Ladda upp en till bild av denna byggnad |
| Landeryds kyrka (Landeryd 13:1)           | Kyrka med begravningsplats (1 byggnad)   |        |          |          | 57.07863, 13.26024 |                | Ladda upp en till bild av denna byggnad |
| Långaryds kyrka (Långaryds prästgård 3:1) | Kyrka med begravningsplats (1 byggnad)   |        |          |          | 57.04230, 13.35363 |                | Ladda upp en till bild av denna byggnad |
| Rydöbruks kapell (Övregård 2:5)           | Bruk, kapell (2 byggnader)               |        |          | Rydöbruk | 56.96320, 13.15181 |                | Ladda upp en till bild av denna byggnad |
| Södra Unnaryds kyrka (Unnaryd 4:8)        | Kyrka med begravningsplats (1 byggnad)   |        |          |          | 56.95512, 13.53135 |                | Ladda upp en till bild av denna byggnad |
| Torups kyrka (Torups prästgård 3:1)       | Kyrka med begravningsplats (2 byggnader) |        |          |          | 56.95931, 13.07635 |                | Ladda upp en till bild av denna byggnad |

## Kungsbacka kommun
| Namn                                       | Ursprunglig funktion                             | Byggår | Arkitekt | Plats     | Läge               | Anläggnings-ID | Bild                                    |
| ------------------------------------------ | ------------------------------------------------ | ------ | -------- | --------- | ------------------ | -------------- | --------------------------------------- |
| Fjärås kyrka (Fjärås prästgård 2:2)        | Kyrka med begravningsplats (2 byggnader)         |        |          |           | 57.45466, 12.18409 |                | Ladda upp en till bild av denna byggnad |
| Frillesås kyrka (Frillesås prästgård 1:2)  | Kyrka med begravningsplats (1 byggnad)           |        |          |           | 57.33468, 12.25996 |                | Ladda upp en till bild av denna byggnad |
| Förlanda kyrka (Förlanda klockargård 1:10) | Kyrka med begravningsplats (1 byggnad)           |        |          |           | 57.42403, 12.33201 |                | Ladda upp en till bild av denna byggnad |
| Gällinge kyrka (Gällinge 4:5)              | Kyrka med begravningsplats (1 byggnad)           |        |          |           | 57.39474, 12.25211 |                | Ladda upp en till bild av denna byggnad |
| Idala kyrka (Idala-Kyrkotorp 1:9)          | Kyrka med begravningsplats (1 byggnad)           |        |          |           | 57.37866, 12.32380 |                | Ladda upp en till bild av denna byggnad |
| Kullaviks kyrka (Kyvik 4:186)              | Kyrka sammanbyggd med församlingshem (1 byggnad) |        |          |           | 57.54711, 11.94580 |                | Ladda upp en bild av denna byggnad      |
| Kungsbacka kyrka (Facklan 2)               | Kyrka med begravningsplats (1 byggnad)           |        |          |           | 57.48698, 12.07718 |                | Ladda upp en till bild av denna byggnad |
| Landa kyrka (Landa kyrka 1:1)              | Kyrka med begravningsplats (2 byggnader)         |        |          |           | 57.34609, 12.18868 |                | Ladda upp en till bild av denna byggnad |
| Onsala kyrka (Onsala 1:19)                 | Kyrka med begravningsplats (1 byggnad)           |        |          |           | 57.41314, 12.02244 |                | Ladda upp en till bild av denna byggnad |
| Rya kyrka (Frillesås-Rya 2:125)            | Kyrka sammanbyggd med församlingshem (1 byggnad) |        |          |           | 57.31802, 12.17931 |                | Ladda upp en till bild av denna byggnad |
| Sankt Lars kyrka (Åsa 5:282)               | Kyrka med kyrkotomt (1 byggnad)                  |        |          | Frillesås | 57.34797, 12.11955 |                | Ladda upp en bild av denna byggnad      |
| Sankta Gertruds kapell (Tvillingarna 1)    | Kapell (1 byggnad)                               |        |          |           | 57.47835, 12.09620 |                | Ladda upp en bild av denna byggnad      |
| Släps kyrka (Ekenäs 6:1)                   | Kyrka med begravningsplats (2 byggnader)         |        |          |           | 57.51278, 11.97902 |                | Ladda upp en till bild av denna byggnad |
| Särö kyrka (Särö 1:459)                    | Kyrka (1 byggnad)                                |        |          | Särö      | 57.50544, 11.94061 |                | Ladda upp en till bild av denna byggnad |
| Tjolöholms kyrka (Tjolöholm 1:1)           | Kyrka med kyrkotomt (1 byggnad)                  |        |          |           | 57.40451, 12.10932 |                | Ladda upp en till bild av denna byggnad |
| Tölö kyrka (Tölö 8:2)                      | Kyrka med begravningsplats (2 byggnader)         |        |          |           | 57.49828, 12.08773 |                | Ladda upp en till bild av denna byggnad |
| Vallda kyrka (Vallda 53:1)                 | Kyrka med begravningsplats (3 byggnader)         |        |          |           | 57.47935, 12.00214 |                | Ladda upp en till bild av denna byggnad |
| Varlakyrkan (Varla 9:38)                   | Kyrka sammanbyggd med församlingshem (1 byggnad) |        |          |           | 57.49658, 12.06668 |                | Ladda upp en bild av denna byggnad      |
| Älvsåkers kyrka (Älvsåker-Kyrkotorp 3:15)  | Kyrka med begravningsplats (1 byggnad)           |        |          |           | 57.54223, 12.12000 |                | Ladda upp en till bild av denna byggnad |
| Ölmevalla kyrka (Ölmevalla 2:1)            | Kyrka med begravningsplats (1 byggnad)           |        |          |           | 57.37790, 12.13580 |                | Ladda upp en till bild av denna byggnad |

## Laholms kommun
| Namn                                              | Ursprunglig funktion                     | Byggår | Arkitekt | Plats | Läge               | Anläggnings-ID | Bild                                    |
| ------------------------------------------------- | ---------------------------------------- | ------ | -------- | ----- | ------------------ | -------------- | --------------------------------------- |
| Hasslövs kyrka (Hasslövs prästgård 1:6)           | Kyrka med begravningsplats (2 byggnader) |        |          |       | 56.42014, 13.00683 |                | Ladda upp en till bild av denna byggnad |
| Hishults kyrka (Hishult 4:28)                     | Kyrka med begravningsplats (3 byggnader) |        |          |       | 56.42834, 13.31023 |                | Ladda upp en till bild av denna byggnad |
| Knäreds kyrka (Knäreds prästgård 3:1)             | Kyrka med begravningsplats (2 byggnader) |        |          |       | 56.52319, 13.31895 |                | Ladda upp en till bild av denna byggnad |
| Laholms kyrka (Sankt Clemens kyrka) (Hummern *22) | Kyrka med begravningsplats (4 byggnader) |        |          |       | 56.51228, 13.03975 |                | Ladda upp en till bild av denna byggnad |
| Ränneslövs kyrka (Ränneslöv S:14)                 | Kyrka med begravningsplats (3 byggnader) |        |          |       | 56.45365, 13.06441 |                | Ladda upp en till bild av denna byggnad |
| Skummeslövs kyrka (Skummeslöv 31:1)               | Kyrka med begravningsplats (2 byggnader) |        |          |       | 56.45177, 12.95721 |                | Ladda upp en till bild av denna byggnad |
| Tjärby kyrka (Tjärby 2:10)                        | Kyrka med begravningsplats (2 byggnader) |        |          |       | 56.54755, 13.04720 |                | Ladda upp en till bild av denna byggnad |
| Veinge kyrka (Veinge prästgård 3:1)               | Kyrka med begravningsplats (4 byggnader) |        |          |       | 56.57168, 13.09250 |                | Ladda upp en till bild av denna byggnad |
| Våxtorps kyrka (Våxtorp 7:2)                      | Kyrka med begravningsplats (2 byggnader) |        |          |       | 56.42271, 13.10989 |                | Ladda upp en till bild av denna byggnad |
| Ysby kyrka (Hov 11:1)                             | Kyrka med begravningsplats (3 byggnader) |        |          |       | 56.49417, 13.11810 |                | Ladda upp en till bild av denna byggnad |

## Varbergs kommun
| Namn                                        | Ursprunglig funktion                                                 | Byggår | Arkitekt | Plats    | Läge               | Anläggnings-ID | Bild                                    |
| ------------------------------------------- | -------------------------------------------------------------------- | ------ | -------- | -------- | ------------------ | -------------- | --------------------------------------- |
| Apelvikshöjds kyrka (Apelvikshöjd 5)        | Kyrka med kyrkotomt (2 byggnader)                                    |        |          |          | 57.09178, 12.25997 |                | Ladda upp en till bild av denna byggnad |
| Brunnsbergs kyrka (Lansen 3)                | Kyrka med kyrkotomt (3 byggnader)                                    |        |          |          | 57.11642, 12.26372 |                | Ladda upp en till bild av denna byggnad |
| Bua kyrka (Bua 10:154)                      | Kyrka med kyrkotomt,Kyrka sammanbyggd med församlingshem (1 byggnad) |        |          |          | 57.23462, 12.12623 |                | Ladda upp en till bild av denna byggnad |
| Dagsås kyrka (Klev 3:6)                     | Kyrka med begravningsplats (2 byggnader)                             |        |          |          | 57.06275, 12.48238 |                | Ladda upp en till bild av denna byggnad |
| Grimetons kyrka (Grimeton 44:1)             | Kyrka med begravningsplats (2 byggnader)                             |        |          |          | 57.11379, 12.42731 |                | Ladda upp en till bild av denna byggnad |
| Grimmareds kyrka (Grimmared 13:1)           | Kyrka med begravningsplats (3 byggnader)                             |        |          |          | 57.24658, 12.45919 |                | Ladda upp en till bild av denna byggnad |
| Gödestad kyrka (Gödestad 1:11)              | Kyrka med begravningsplats (1 byggnad)                               |        |          |          | 57.13314, 12.38218 |                | Ladda upp en till bild av denna byggnad |
| Hunnestads kyrka (Hunnestad 22:1)           | Kyrka med begravningsplats (1 byggnad)                               |        |          |          | 57.10024, 12.36320 |                | Ladda upp en till bild av denna byggnad |
| Karl Gustavs kyrka (Karl Gustavs kyrka 1:1) | Kyrka med begravningsplats (2 byggnader)                             |        |          |          | 57.25718, 12.55598 |                | Ladda upp en till bild av denna byggnad |
| Kungsäters kyrka (Kungsäters prästgård 2:1) | Kyrka med begravningsplats (2 byggnader)                             |        |          |          | 57.30776, 12.57072 |                | Ladda upp en till bild av denna byggnad |
| Lindbergs kyrka (Lindberg 3:1)              | Kyrka med begravningsplats (2 byggnader)                             |        |          | Lindberg | 57.16010, 12.31167 |                | Ladda upp en till bild av denna byggnad |
| Nösslinge kyrka (Nösslinge 7:1)             | Kyrka med begravningsplats (2 byggnader)                             |        |          |          | 57.20968, 12.55484 |                | Ladda upp en till bild av denna byggnad |
| Rolfstorps kyrka (Rolfstorp 24:1)           | Kyrka med begravningsplats (3 byggnader)                             |        |          |          | 57.14393, 12.46778 |                | Ladda upp en till bild av denna byggnad |
| S:t Jörgens kapell (Getakärr 2:50)          | Kyrka med begravningsplats (2 byggnader)                             |        |          |          | 57.11306, 12.26655 |                | Ladda upp en bild av denna byggnad      |
| Sibbarps kyrka (Sibbarp 2:1)                | Kyrka med begravningsplats (2 byggnader)                             |        |          |          | 57.02768, 12.54239 |                | Ladda upp en till bild av denna byggnad |
| Skällinge kyrka (Skällinge 25:1)            | Kyrka med begravningsplats (4 byggnader)                             |        |          |          | 57.18107, 12.47450 |                | Ladda upp en till bild av denna byggnad |
| Spannarps kyrka (Spannarp 61:1)             | Kyrka med begravningsplats (2 byggnader)                             |        |          |          | 57.07591, 12.37315 |                | Ladda upp en till bild av denna byggnad |
| Stamnareds kyrka (Stamnared 11:2)           | Kyrka med begravningsplats (2 byggnader)                             |        |          |          | 57.21147, 12.39623 |                | Ladda upp en till bild av denna byggnad |
| Stråvalla kyrka (Stråvalla 4:19)            | Kyrka med begravningsplats (3 byggnader)                             |        |          |          | 57.29880, 12.21759 |                | Ladda upp en till bild av denna byggnad |
| Sällstorps kyrka (Sällstorp 16:1)           | Kyrka med begravningsplats (2 byggnader)                             |        |          |          | 57.23634, 12.36023 |                | Ladda upp en till bild av denna byggnad |
| Torpa kyrka (Torpa 23:1)                    | Kyrka med begravningsplats (1 byggnad)                               |        |          |          | 57.18895, 12.27921 |                | Ladda upp en till bild av denna byggnad |
| Träslövs kyrka (Träslöv 8:277)              | Kyrka med begravningsplats (3 byggnader)                             |        |          |          | 57.10779, 12.29859 |                | Ladda upp en till bild av denna byggnad |
| Träslövsläge kyrka (Träslövsläge 78:1)      | Kyrka sammanbyggd med församlingshem (3 byggnader)                   |        |          |          | 57.05347, 12.27807 |                | Ladda upp en till bild av denna byggnad |
| Tvååkers kyrka (Tvååker 19:17)              | Kyrka med begravningsplats (2 byggnader)                             |        |          |          | 57.04579, 12.40019 |                | Ladda upp en till bild av denna byggnad |
| Valinge kyrka (Valinge 10:3)                | Kyrka med begravningsplats (1 byggnad)                               |        |          |          | 57.17166, 12.38228 |                | Ladda upp en till bild av denna byggnad |
| Varbergs kyrka (Kyrkan *1)                  | Kyrka (1 byggnad)                                                    |        |          |          | 57.10599, 12.25083 |                | Ladda upp en till bild av denna byggnad |
| Veddige kyrka (Veddige 34:1)                | Kyrka med begravningsplats (2 byggnader)                             |        |          |          | 57.26479, 12.33033 |                | Ladda upp en till bild av denna byggnad |
| Värö kyrka (Värö 1:2)                       | Kyrka med begravningsplats (1 byggnad)                               |        |          |          | 57.25880, 12.19462 |                | Ladda upp en till bild av denna byggnad |
| Ås kyrka (Åsby 21:1)                        | Kyrka med begravningsplats (2 byggnader)                             |        |          |          | 57.23149, 12.30384 |                | Ladda upp en till bild av denna byggnad |